# Jussieu (metrostation)
Jussieu er en station på metronettet, beliggende i Paris' 5. arrondissement. Stationen betjener metrolinjerne 7 og 10, og den blev åbnet 26. april 1931.
Stationen ligger i den østlige del af Latinerkvarteret. Familien de Jussieu tæller en del kendte botanikere, og flere af disse forbindes med den botaniske have Jardin des Plantes, som ligger nær ved denne metrostation.
Metrostationens oprindelige navn var Jussieu – Halles-aux-vins efter det marked, som Napoléon Bonaparte grundlagde her. Efter 1957 blev markedet erstattet af Campus Universitaire de Jussieu, hvor der ligger tre forskellige institutioner inden for højere uddannelse:
- Université Pierre-et-Marie-Curie
- Université Paris VII-Denis-Diderot
- Institut de Physique du Globe de Paris.

Navnet på stationen blev dermed forkortet til det nuværende Jussieu.
Udover disse institutioner ligger også Institut du monde arabe og det gamle romerske amfiteater Arènes de Lutèce nær metrostationen.
I 1975 blev stationens to perroner renoveret i den såkaldte "Motte"-stil.

## Trafikforbindelser
- RATP

## Galleri
- Metrostation Jussieu